# Савкин, Николай Афанасьевич
Николай Афанасьевич Са́вкин (1875—1930) — священник, был избран депутатом Государственной думы I созыва от Тобольской губернии, но от полномочий отказался.

## Биография
Родители жили в Тобольске. Сын мещанина. Выпускник Нижегородской духовной семинарии. До принятия сана учительствовал.
25 сентября 1900 года рукоположён в сан священника.
В 1900 году был уездным наблюдателем церковно-приходских школ Тюкалинского уезда. Был причислен сверх штата священником тюкалинской Троицкой церкви.
Был наблюдателем церковно-приходских школ Омского епархиально-училищного совета. Проживал в городе Тюкалинске. В начале мая 1906 года избран выборщиком от съезда городских избирателей Тюкалинского уезда.
15 мая 1906 года состоялся первый день выборов, который дал следующие результаты: явились к выборам 55 выборщиков, они при закрытой баллотировке шарами абсолютным большинством голосов избрали в члены Думы Степана Колокольникова (29 «за» при 25 «против») и священника отца Николая Савкина (28 «за» при 26 «против»), остальные из баллотировавшихся не получили абсолютного большинства, и выборы продолжились на следующий день. 16 мая в связи с отказом священника Савкина избраны трое: чиновник Алексей Ушаков и двое крестьян: Трофим Алексеев и Андрей Нестеров; так как Нестеров занял по результатам голосования третье место, он прошёл в Думу благодаря отказу отца Николая. В газете по этому поводу было сказано: «Таким образом, купцы, чиновники и крестьяне Тобольской губернии будут иметь своих представителей в Думе, но не будет иметь их там духовенство, отказавшееся от участия в народном представительстве в лице священника Савкина».
В 1907 году назначен заведующим книжным складом при Омском епархиально-училищном совете с вознаграждением по 10 рублей в месяц.
В 1907—1913 годах состоял председателем тюкалинского комитета по сбору пожертвований в пользу бедных детей.
В 1908—1909 годах был делопроизводителем и членом тюкалинского уездного отделения Омского епархиального училищного совета. 
В 1909—1912 годах был законоучителем тюкалинского четырёхклассного уездного училища. 
В 1910—1912 годах был делопроизводителем тюкалинского уездного отделения Омского епархиального училищного совета. Работал законоучителем тюкалинского двухклассного женского училища.
C 24 июля 1912 года священник в градо-Омской Шкроевской церкви Параскевы Пятницы. По-видимому, после 1918 года рукоположён в протоиереи.
В 1914—1915 годах состоял членом омско-тюкалинского уездного отделения Омского епархиального училищного совета.
В 1916 году состоял священником омской Параскевиевской церкви. Был заведующим омской Шкроевской-Параскевиевской мужской церковно-приходской школы. Состоял секретарём омского епархиального попечительного совета по оказанию помощи семействам воинов, призванных на войну.
9 апреля 1918 года приговорён Омским губернским ревтрибуналом по обвинению в контрреволюционной деятельности к штрафу в размере 3000 рублей или к 6 месяцам общественно-принудительных работ в тюрьме (по этому делу 27 февраля 1997 года реабилитирован прокуратурой Омской области на основании Закона Российской федерации о жертвах политических репрессий).
Жена, якобы, состояла в родстве с историком Забелиным.
Когда в 1920-е годы его детей как потомков священнослужителя ограничили в получении образования, отец Николай заменил им преподавателей. Занятия строились на знании Библии, религиозной мифологии, проповедей. Вскоре на надгробиях усопших прихожан появились стихотворные эпитафии его сына Леонида Савкина. На эти «публикации» начинающего поэта обратил внимание омский писатель Антон Сорокин, который ввёл младшего сына отца Николая в круг омских литераторов.
Служил в омской церкви Великомученицы Параскевы Пятницы до самой смерти в 1930 году, похоронен в её ограде.

## Семья
- Жена — ?
  - Сын — Александр (погиб в детстве)[1];
  - Сын — Николай[1];
  - Сын — Леонид (1905 или 1908—1943)[1];
  - Дочь — Лидия[1][2].